# In the Land of Hi-Fi
In the Land of Hi-Fi è il quarto album di Julian Cannonball Adderley, pubblicato nel 1956 dalla EmArcy Records.

## Tracce
Lato A
1. Dog My Cats – 2:20 (Ernie Wilkins)
2. I'm Glad There Is You – 2:30 (Jimmy Dorsey, Paul Mertz)
3. Blues for Bohemia – 4:43 (Julian Cannonball Adderley, Nat Adderley)
4. Junior's Tune – 3:50 (Junior Mance)
5. Between the Devil and the Deep Blue Sea – 3:20 (Harold Arlen, Ted Koehler)

Durata totale: 16:43
Lato B
1. Casa De Marcel – 2:45 (Marcel Daniels)
2. Little Girl Blue – 2:35 (Richard Rodgers, Lorenz Hart)
3. T's Tune – 3:15 (Thomas Turrentine)
4. Broadway at Basin' Street – 3:49 (Al Frisch, Sid Wayne)
5. Just Norman – 2:32 (Charles "Specs" Wright)
6. I Don't Care – 2:38 (Ray Bryant)

Durata totale: 17:34

## Musicisti
- Julian Cannonball Adderley - sassofono alto
- Nat Adderley - cornetta
- Ernie Royal - tromba
- Jerome Richardson - sassofono tenore, flauto
- Danny Bank - sassofono baritono
- Junior Mance - pianoforte
- Bobby Byrne - trombone
- Jimmy Cleveland - trombone
- Keter Betts - contrabbasso
- Charles "Specs" Wright - batteria
- Ernie Wilkins - arrangiamenti, conduttore musicale